# Harvey Birdman, Attorney at Law
 (août 2021).
Harvey Birdman, Attorney at Law est une série d'animation pour adultes américaine en 39 épisodes de 12 minutes, diffusée entre le 30 décembre 2000 et le 22 juillet 2007 sur Adult Swim. La série est créée par Michael Ouweleen et Erik Richter et présente de nombreux personnages issus des Productions Hanna-Barbera tous employés dans un cabinet d'avocats.

## Fiche technique
Sauf indication contraire, les informations mentionnées dans cette section peuvent être confirmées par la base de données cinématographiques IMDb,  présente dans la section « Liens externes ».
- Titre original : Harvey Birdman, Attorney at Law
- Réalisation : Richard Ferguson-Hull, Vincent Waller, Robert Alvarez, Ben Jones, J. J. Sedelmaier et Erik Richter
- Scénario : Joseph Barbera, William Hanna, Michael Ouweleen, Erik Richter, Steve Patrick, Casper Kelly, Pete Johnson, Jeffrey G. Olsen et Adam Pava
- Direction artistique : Vincent Waller
- Montage : Jon Dilling, Richard C. Allen et Jim Reaves
- Animation : In Soo Ahn et Richard Ferguson-Hull
- Musique : Michael Kohler et Reg Tilsley
- Casting : Dawn Hershey et Kris Zimmerman
- Production : Michael Ouweleen, Erik Richter, Evan Adler, Matt Harrigan, Kevin Desmarais, Bill Chapman, Keith Crofford, Melissa Warrenburg, Lisa Furlong Jones, Matthew Charde, Fred MacDonald, Brandi Young, Jeffrey Goldstein, Craig Gordon, Casper Kelly, J. J. Sedelmaier et  David Warren
- Sociétés de production : J. J. Sedelmaier Productions, Williams Street, Allied Art & Science, Cartoon Network Studios et Turner Studios
- Société de distribution : Cartoon Network Studios
- Chaîne d'origine : Adult Swim
- Pays d'origine :  États-Unis
- Langue originale : anglais
- Genre : Humour noir et absurde
- Durée : 12 minutes

## Distribution
- Gary Cole : Harvey Birdman et Hiram Mightor
- Stephen Colbert : Phil Ken Sebben et Myron Reducto
- Peter MacNicol : X l'éliminateur
- Thomas Allen : Peanut
- John Michael Higgins : Mentok, Zardo et Grape Ape
- Joe Alaskey : Peter Potamus
- Chris Edgerly : Peter Potamus (deuxième voix), DVD, M. Finkerton, The Funky Phantom, Jappy toutou, Cumulus le Roi Nuage, Capitaine Caverne et Fancy Fancy
- Debi Mae West : Gigi
- Maurice LaMarche : Azul Falcone, Stan Freezoid, Chef Apache, Fred Pierrafeu, Yogi l'ours, Der Spuzmacher, Mini Mini détective, Speed Buggy, Hi-Riser, Pappy toutou, Droopy, Grangallo Tirevite, Wally Gator, Taupe marocaine, Garok, Cavey Jr., Magilla le gorille, M. Peebles, Benny the Ball, Dum Dum, Shazzan, Atomas et Nitron.
- Grey DeLisle : Debbie, Daphné Blake, Dr Gale Melody et Mary
- Michael McKean : Evelyn Spyro Throckmorton
- Tom Kenny : Boubou
- Neil Ross : Vulturo, Dr Benton Quest et Danielito
- Phil LaMarr : Black Vulcan
- B.J. Ward : Véra Dinkley
- Matt Peccini : l'ours
- Paget Brewster : la fille-oiseau
- Bill Farmer : Sans-Secret
- Lewis Black : Elliott le Duplicateur
- Scott Innes : Sammy Rogers, Scooby-Doo et Scrappy-Doo
- Frank Welker : Fred Jones, un robot et un Avenger
- Steve Blum : Yakky Doodle
- Toby Huss : Devlin
- Dee Bradley Baker : l'homme-lézard
- David Kaye : plusieurs personnages
- André Sogliuzzo : un Avenger
- Jack Angel : voix additionnelles
- Paul Adelstein : Murro
- Mary Birdsong : Chilbo
- Michael Bell : Zan
- Jeff Bergman : Bakov
- Billy West : Dr Zin
- Nika Futterman : Debbie
- Laraine Newman : Mme Debbie
- Rob Paulsen : le journaliste
- David Koechner : Cubby McQuilken
- Tress MacNeille : Pépite Pierrafeu
- Fred Tatasciore : un avocat
- Mark Hamill : Ricochet Rabbit
- Omid Djalili : le perfectionniste
- Kevin Michael Richardson : Barney Laroche
- David Lodge : un présentateur

## Épisodes

### Saison 1
1. Bannon Custody Battle
2. Very Personal Injury
3. Shaggy Busted
4. Death by Chocolate
5. Shoyu Weenie
6. The Dabba Don
7. Deadomutt, Part 1
8. Deadomutt, Part 2
9. X, the Exterminator

### Saison 2
1. Blackwatch Plaid
2. Trio's Company
3. The Delvin Made Me Do It
4. High Speed Buggy Chase
5. SPF
6. Back to the Present
7. Grape Juiced
8. Peanut Puberty
9. Gone Efficien…t
10. Droopy Botox
11. Guitar Control

### Saison 3
1. Booty Noir
2. Harvey's Civvy
3. X Gets the Crest
4. Bird Girl of Guantanamole
5. Turner Classic Birdman
6. Beyond the Valley of the Dinosaurs
7. Evolutionary War
8. Free Magilla
9. Return of Birdgirl
10. Mindless
11. Sebben and Sebben Employee Orientation
12. Idendity Theft

### Saison 4
1. Shazzan
2. Incredible Hippo
3. Babysitter
4. Birdnapped
5. Grodin
6. Juror in Court
7. The Death of Harvey